# Xã Pleasant View, Quận Beadle, Nam Dakota
Xã Pleasant View (tiếng Anh: Pleasant View Township) là một xã thuộc quận Beadle, tiểu bang Nam Dakota, Hoa Kỳ. Năm 2010, dân số của xã này là 55 người.